# Copla
La copla, aussi appelée copla andaluza, canción española ou canción folklórica, est une musique populaire, issue du folklore espagnol, qui se distingue par une structure flexible, avec des chants composés de rimes ou en strophes A-B-C-B. La copla est l'héritière des anciennes romances directement liée aux chansons qui ont servi au peuple pour dénoncer les abus, décrire les coutumes, raconter des histoires plus ou moins vraies et surtout parler d'amour, de jalousie et de déception amoureuse,.  Bien que le genre ait un long héritage, il prospère dans les années 1930 et 1940 et est incarné par les auteurs-compositeurs Antonio Quintero (es), Rafael de León et Manuel Quiroga.  De nombreux artistes espagnols appartiennent à l'histoire de la copla comme Lola Flores, Estrellita Castro, Estrellita de Palma, Miguel de Molina, Rocío Jurado, Carlos Cano, Manolo Escobar, Concha Piquer ou Raquel Meller. La copla a également été jouée par de nombreux chanteurs de flamenco, en particulier dans la première moité du xxe siècle, à l'époque où se développe l'Opera Flamenca. L'un de ses représentants les plus importants était Juanito Valderrama, à l'instar de Rafael Farina, Angelillo, Rocío Jurado, qui a commencé sa carrière artistique en chantant le flamenco. À l'époque contemporaine, on peut mentionner Arcángel et Miguel Poveda.

## Histoire
Concernant l'histoire de la copla, il y a polémique: les tenants de la copla andalouse affirment qu'elle est plus ancienne que le flamenco, puisqu'il faudrait chercher ses origines au début du XIXe siècle alors que le flamenco émerge à la fin du même siècle.
À la fin du XIXe siècle et au début du XXe siècle, il y avait une nette tendance nationaliste dans la musique espagnole, initiée par le musicien catalan Felipe Pedrell, le créateur de la musicologie moderne en Espagne, et suivie, entre autres, par Isaac Albéniz, Enrique Granados, Manuel de Falla et Joaquín Turina. Plus tard, cette tendance nationaliste a également atteint la chanson populaire.
La copla trouve son origine dans les chansons du théâtre musical, du cabaret et du théâtre. À un moment donné, la copla a subi un processus de « folklorisation » qui lui a fait passer par ce qu'elle n'était pas : un genre folklorique de la tradition espagnole.  Elle est née au sein d'un mouvement musico-culturel plus large, mais typiquement espagnol, et sa principale caractéristique était d'ajouter une musique compréhensible pour le peuple et des paroles dans lesquelles tout le contenu d'un roman peut être concentré en quelques vers. 
La copla andalouse est née au début des années 1920 en Espagne. Elle prospère à partir des années 1940. Les chansons sont guidées par le destin, elles racontent l'amour, le chagrin, la jalousie et la tragédie. Une des clés de son succès réside en sa capacité à développer une trame scénique musicale complète en trois ou quatre minutes. Suspiros de España (1902) a été la première chanson à être considérée comme une copla, mais ce n'est qu'à l'arrivée de la République (dans les années 1930) que la copla est devenue un genre musical incontesté en Espagne. De grands artistes espagnols comme  Lola Flores, Estrellita Castro, Miguel de Molina, Rocío Jurado, Manolo Escobar, Concha Piquer ou encore Raquel Meller ont rendu célèbre la copla avec des chansons représentatives de ce style comme María de la O, Pena, penita, pena ; Ojos verdes et Carmen de España.
L'accompagnement musical de la copla est orchestral, dans la tradition de la zarzuela. Les professeurs Antonio Quintero, Rafael de León en tant que paroliers et Manuel Quiroga en tant que compositeur sont les auteurs les plus prolifiques et les plus populaires de la copla.
Plus tard, à partir des années 1950, la copla a eu une forte présence dans le cinéma espagnol et le théâtre. Après ce succès, à partir de la décennie des années 1970, un léger déclin s'amorce avec l'arrivée d'autres styles musicaux. 
La copla n'est la propriété d'aucune tendance politique, religieuse, économique ou sexuelle. La copla a été et est une forme d'expression capable de contourner toutes sortes de censure et de limitations. Cependant, le soutien du régime franquiste à la copla comme symbole de l'identité nationale lui a valu les critiques de certains secteurs,. Certaines tonadilleras (chanteuses) ont été hissées au rang de monument national par le dictateur. Elles contribuèrent à cristalliser le stéréotype d'une Espagne nationaliste, mais elles écrivirent aussi l’histoire sentimentale de toute une époque,. Malgré le refus de l'identifier à la dictature, des artistes comme Carlos Cano ou Joan Manuel Serrat lui offrirent une nouvelle image, contribuant au renouveau du style. Le meilleur du répertoire de la copla est attribuable à une triade de génie, formée par les paroliers Luis de León, Antonio Quintero et le compositeur Manuel Quiroga, qui ont exploré tous les thèmes de la passion amoureuse : les plaisirs interdits, l’amour et la mort, l’homosexualité cachée, la prostitution ou encore l’adultère. 
A la fin du XXe siècle, l'apparition d'Internet et des nouvelles technologies numériques pour diffuser, produire et stocker l'information a favorisé l'hétérogénéité de la copla, qui reste profondément enracinée dans l'identité culturelle de l'Espagne. Dans la plupart des cas, la simple adaptation de vers populaires précédemment chantés par des artistes copla classiques se produit, mais il y a aussi des exemples de fusion musicale entre la tradition de la copla andalouse traditionnelle et la modernité dans de nombreuses productions actuelles. De nombreux artistes ont permis à la copla de continuer en force malgré les difficultés que traverse le marché du disque, la copla résistant au fil des années et des modes,.

## Œuvres

### Années 1920
- Cuna cañí (Mariano Bolaños, Francisco Marco et Ángel Ortiz de Villajos (es)) par Pastora Imperio - 1928 (autres versions : Lola Flores, Isabel Pantoja, Rosa María Lujan, Joana Jiménez).

### Années 1930

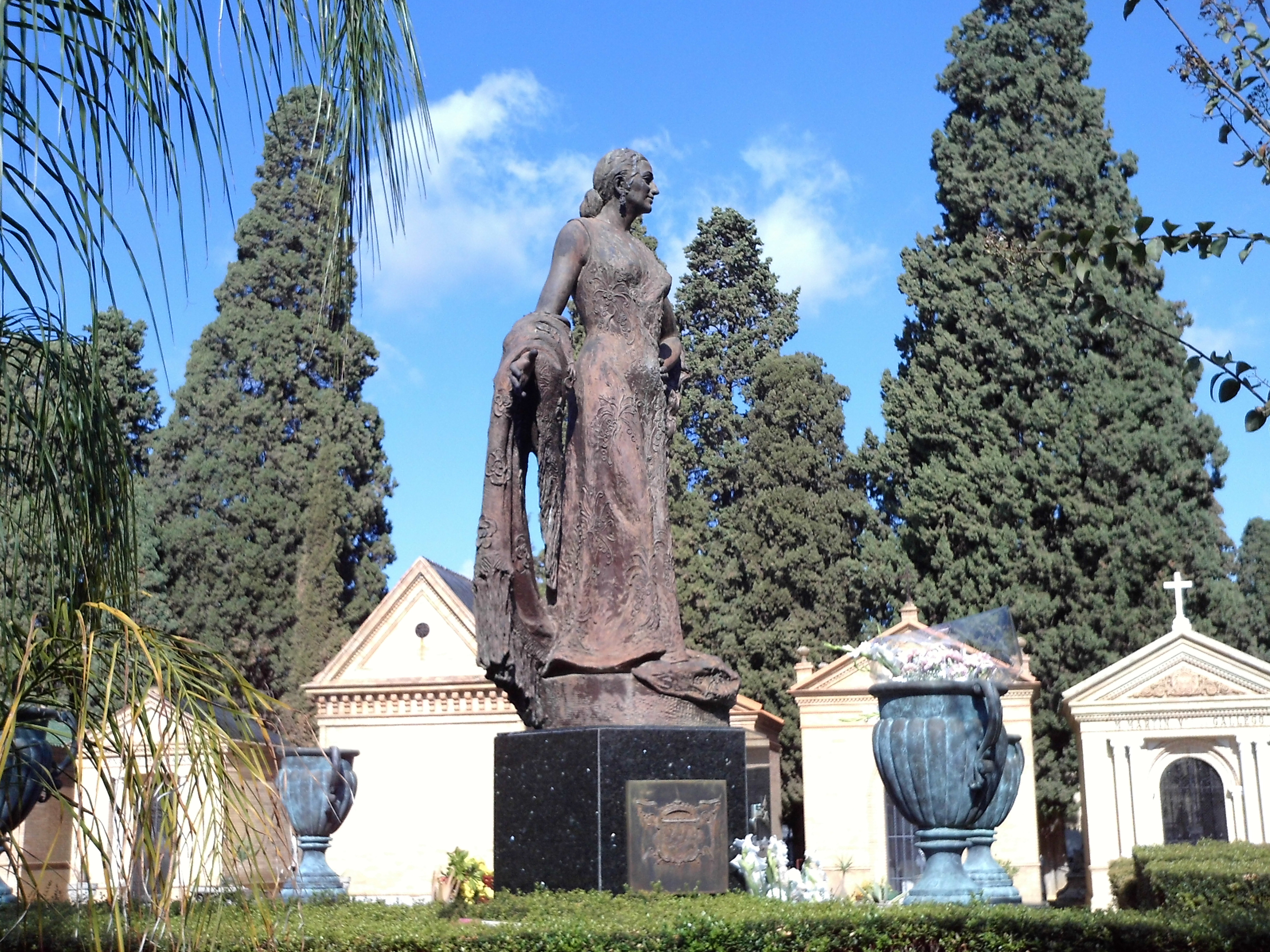
Sépulture de Juanita Reina au cimetière San Fernando de Séville.

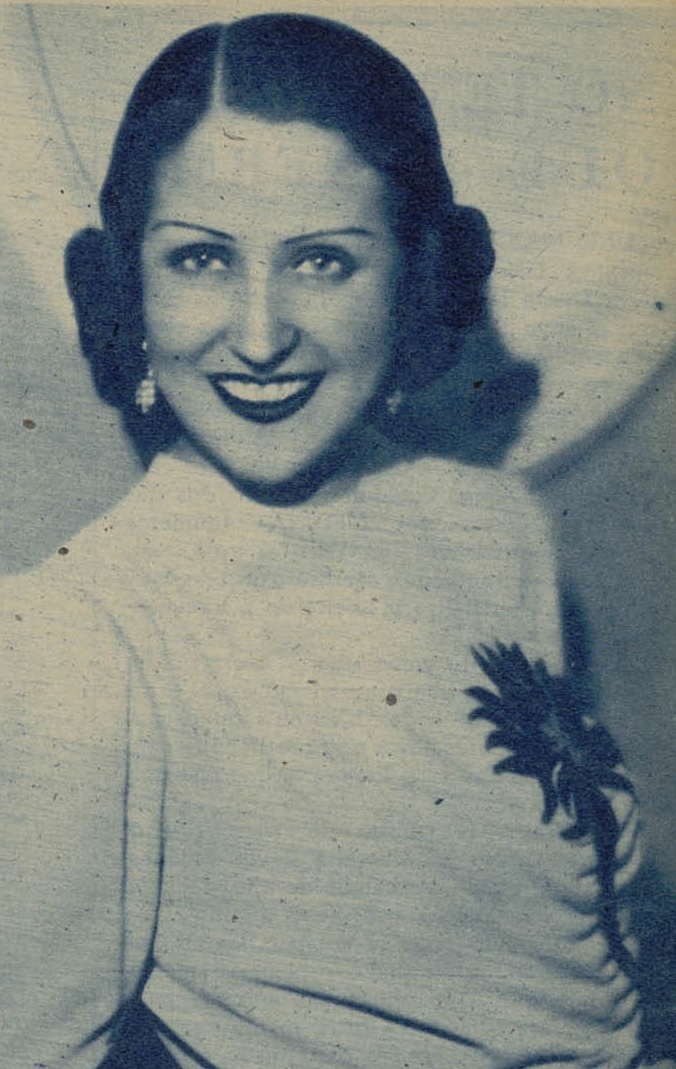
Estrellita Castro.

- María de la O (Rafael de León[17] et Salvador Valverde (es)[18]) par Estrellita Castro - 1933 (autres versions : Lola Flores, Isabel Pantoja, Marifé de Triana, Joana Jiménez, Diego el Cigala, Niña Pastori, Kiki Morente, Mónica Naranjo, Antonio Cortés, Carlos Cano)[19],[20].
- La Fille de Juan Simon (Daniel Montorio Fajó et Mauricio Torres García) par Angelillo - 1935 (autres versions : Antonio Molina, Juanito Valderrama, Rosalía)
- El día que nací yo (Quintero, Guillén et Mostazo) par Imperio Argentina - 1936 (autres versions : Isabel Pantoja, Sara Montiel, Gloria Romero, Plácido Domingo, Antonio Cortés, Juan Francisco Curado, Verónica Rojas, Carlos Cano, Rodrigo Cuevas, Montserrat Caballé).
- Mi jaca (Perelló et Mostazo) par Estrellita Castro - 1933 (autres versions : Manolo Escobar, Angelillo, Marujita Díaz)
- Suspiros de España (Antonio Álvarez Alonso et Antonio Álvarez Cantos) par Estrellita Castro - 1936 (autres versions : Concha Piquer, Paquita Rico, Lolita Sevilla, Manolo Escobar, Dyango, Rocío Jurado, Mercedes Ríos, Sara Montiel).
- Triniá (Valverde, Rafael de León y Quiroga) par Estrellita Castro - (autres versions : Miguel de Molina, Pastora Soler, Rocío Jurado, David Bisbal)
- Ojos verdes (Valverde, Rafael de León et Quiroga) par Concha Piquer- 1937 (autres versions : Miguel de Molina, Miguel Poveda, Rocío Jurado, Diana Navarro, Carlos Cano, Buika, Pedro Guerra, Martirio, Antonio Cortés, Amália Rodrigues)
- Échale guindas al pavo (Perelló et Mostazo) par Imperio Argentina - 1936 (autres versions : Lola Flores, Rosa Morena, Raphael, Encarnita Polo)[21],[22]
- Chiclanera (Luis Vega, Rafael Oropesa et Antonio Carmona) par Angelillo - 1936 (autres versions : Manolo Escobar, Carlos Cano)
- Rocío (Quintero), León y Quiroga - par Imperio Argentina - 1935
- En las cruces de mi reja (de Quintero et Mostazo) par Estrellita Castro - 1938 (autres versions : Gracia Montes, Alejandra Rodríguez, Patricia del Río, Erika Leiva, Jonathan Santiago, María Espinosa).
- La bien pagá (Perelló et Mostazo) par Pastora Soler - 1936 (autres versions : Miguel de Molina, Concha Piquer, Manolo Escobar, Isabel Pantoja, Carlos Cano, Diego el Cigala, Miguel Poveda, Joaquín Sabina)
- Los piconeros (Perelló et Mostazo) par Imperio Argentina - 1938 (autres versions : Rocío Jurado, Sara Montiel, Estrellita Castro, Concha Piquer, Manzanita, Amália Rodrigues, Antoine Duhamel)
- La falsa moneda (Perelló et Mostazo) par Imperio Argentina (autres versions : El Fary, Carlos Cano, Concha Buika)

### Années 1940

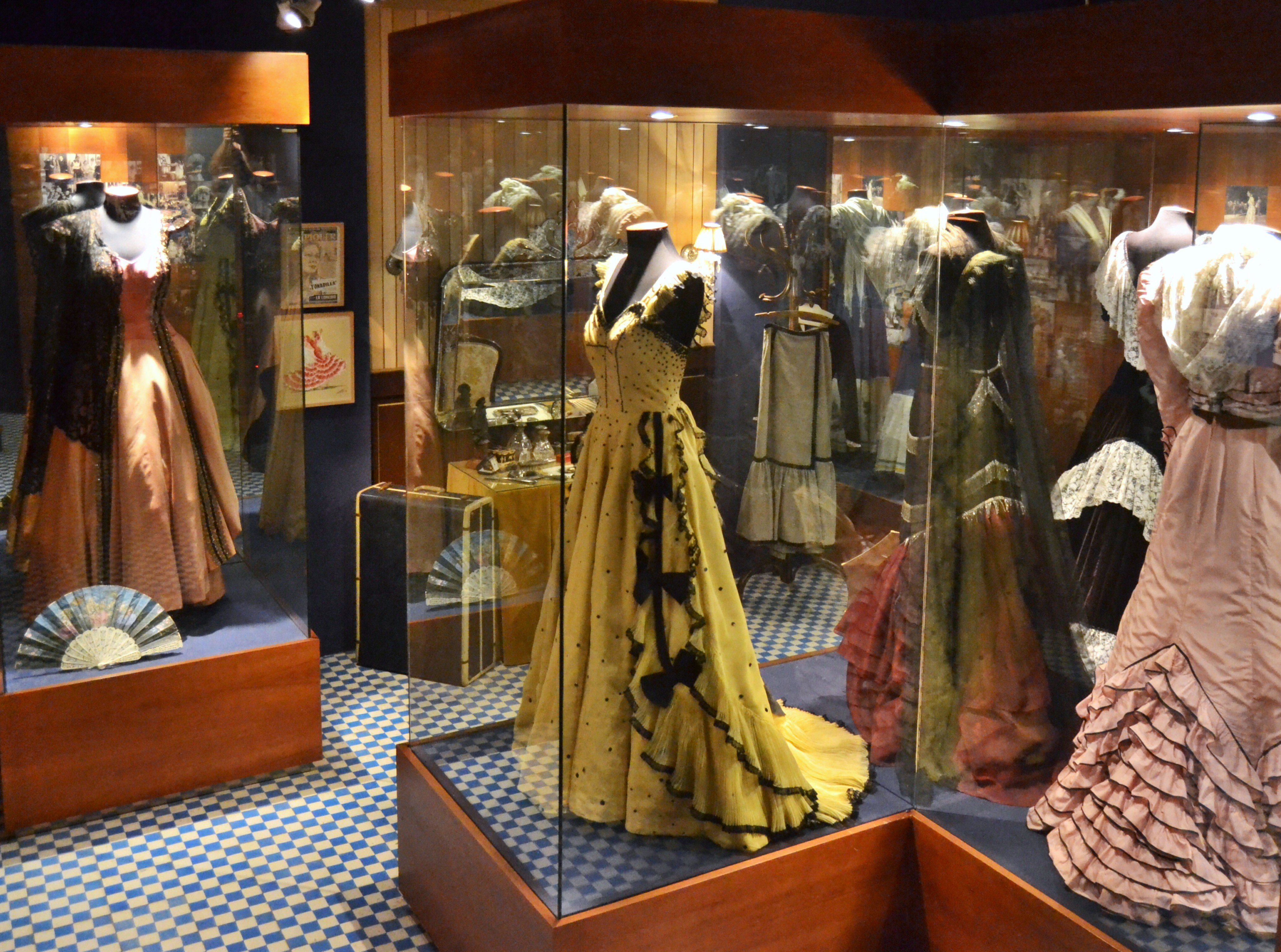
Vêtements de Concha Piquer dans sa maison musée.

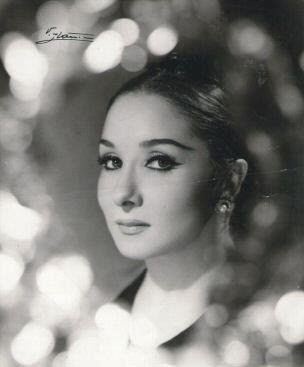
Marifé de Triana.

- Tatuaje (Valerio, Quiroga et Rafael de León par Concha Piquer - 1941 (autres versions : Sara Montiel, Rocío Jurado, Gloria Romero, María Lozano, Verónica Rojas, Nazaret Compaz, Mercedes Ríos, Ana Pilar Corral, Selina del Río, Ana Belén, Carlos Cano)[15].
- La Lirio (Rafael de León, Ochaita et Quiroga) par Estrellita Castro - 1941 (autres versions : Concha Piquer, María Vidal, Marujita Díaz, Rocío Jurado, Isabel Pantoja, Carlos Cano)[23].
- La niña de fuego (Antonio Quintero (es), Rafael de León et Manuel Quiroga) par Manolo Caracol - 1944 (autres versions : Manolo Escobar, Joana Jiménez, Antonio Cortés, Laura Gallego, Álvaro Vizcaíno, Álvaro Díaz, Jonathan Santiago, Ana Martínez)
- Ay mi sombrero (Perelló y Morell) par Pepe Blanco (autres versions : Manolo Escobar)
- La zarzamora (Antonio Quintero, Rafael de León et Manuel Quiroga) par Lola Flores - 1946 (autres versions : Ana María González, Lolita Sevilla, Rocío Jurado, Isabel Pantoja, Verónica Carmona, Raphael, Carlos Cano).
- Una cantaora (Antonio Quintero, Rafael de León et Manuel Quiroga) par Juana Reina - 1947 (autres versions : Rocío Jurado, Marifé de Triana, Joana Jiménez, Laura Gallego, Patricia del Río, Cintia Merino, Ana Martínez)
- Francisco Alegre (Antonio Quintero, Rafael de León et Manuel Quiroga) par Juana Reina - 1948 (autres versions : Isabel Pantoja, Charo Reina, Nazaret Compaz).
- Romance de la reina Mercedes (Antonio Quintero, Rafael de León et Manuel Quiroga) par Concha Piquer - 1948 (autres versions : Paquita Rico, Marifé de Triana, Mercedes Ríos, Pastora Soler, Falete, Bernarda de Utrera, Tomás de Antequera).
- No me quieras tanto (Antonio Quintero, Rafael de León et Manuel Quiroga) par Gracia de Triana - 1944 (autres versions : Concha Piquer, Isabel Pantoja, Los Panchos)

### Années 1950
- ¡Ay pena, penita, pena! (Antonio Quintero (es), Rafael de León et Manuel Quiroga)[24], par Luisa Ortega - 1950 (autres versions : Lola Flores, Antonio Cortés, Isabel Pantoja, Kimera Fernández, Joan Manuel Serrat, Carlos Cano, Celia Cruz (Dueto con Lolita), Ana Martínez, Antonio Vega)
- Capote de grana y oro (Antonio Quintero, Rafael de León et Manuel Quiroga) par Juana Reina Castrillo - 1951 (autres versions : Isabel Pantoja, Pastora Soler).
- Carmen de España (Antonio Quintero, Rafael de León et Manuel Quiroga) par Juana Reina Castrillo - 1952 (autres versions : Carmen Sevilla, Rocío Jurado, Laura Gallego, Marujita Díaz).
- Doce Cascabeles (Ricardo Freire) par Tomás de Antequera - 1953 (autres versions : Rafael Farina, Joselito, Carmen Sevilla, Angelillo, Manolo Escobar, Antonio Amaya)
- Romance de Juan de Osuna (Antonio Quintero, Rafael de León et Manuel Quiroga) par Manolo Caracol - 1953 (autres versions : Paquera de Jerez, Parrilla de Jerez, Miguel Poveda, Joana Jiménez, Los Planetas, Ana Martínez, Manuel Cuevas Rodríguez, Jonathan Santiago)
- Coplillas de las divisas (Americanos) (Valerio, Ochaíta et Juan Solano Pedrero) par Lolita Sevilla - 1953
- Las campanas de Linares (Ochaita, Valerio et Juan Solano Pedrero) par Rafael Farina (autres versions : Álvaro Díaz, Jonathan Santiago, Alejandra Rodríguez)
- Mi Salamanca par Rafael Farina (autres versions : Pepe Pinto)
- Y sin embargo te quiero (Antonio Quintero, Rafael de León et Manuel Quiroga)- 1952  par Juana Reina (autres versions : Tona Olmedo, Rocío Jurado, Toña la Negra, Joaquín Sabina, Ana Belén, Miguel Poveda, Martha Sánchez, Conchita Piquer, Olga Roman, Clara Montes).
- Soy minero (Perelló y Montorio) par Antonio Molina - 1955 (autres versions : Hakim, David Bisbal).
- Torre de arena (Gordillo, Llabrés y Sarmiento) par Marifé de Triana - 1956 (autres versions : Pastora Soler, María Lozano, Miriam Domínguez, Álvaro Vizcaíno, Álvaro Díaz, Cintia Merino, Jonathan Santiago).
- El emigrante (Salazar, Quezada, Serapí et Valderrama) par Juanito Valderrama - 1956 (autres versions : Manolo Escobar, Ana María González, Antonio Cortés, Alejandra Rodríguez, Verónica Rojas).
- Amante de abril y mayo (Antonio Quintero, Rafael de León et Manuel Quiroga) par Concha Piquer - 1957 (autres versions : Rocío Jurado, Isabel Pantoja).
- Campanera (Francisco Naranjo, Camilo Murillo et Monreal) par Ana María - 1953 (autres versions : Estrellita de Palma, Estrellita Castro, Joselito, Diana Navarro)
- Romance de Valentía (Antonio Quintero, Rafael de León et |Manuel Quiroga) par Concha Piquer - 1957 (autres versions : Concha Márquez Piquer, Isabel Pantoja, Paco de Lucía)
- Vino amargo (Antonio Quintero, Rafael de León et Manuel Quiroga) par Rafael Farina - 1958 (autres versions : Diana Navarro, Israel Fernández)
- Dos cruces (en) (Larrea, Vicente Mari) par Jorge Gallarzo - 1952 (autres versions : Nati Mistral, Angelillo, Antonio Molina, José Feliciano, Los Panchos, Chiquetete, Nuria Fergó, Diego el Cigala, María Dolores Pradera, Ana María González)

### Années 1960

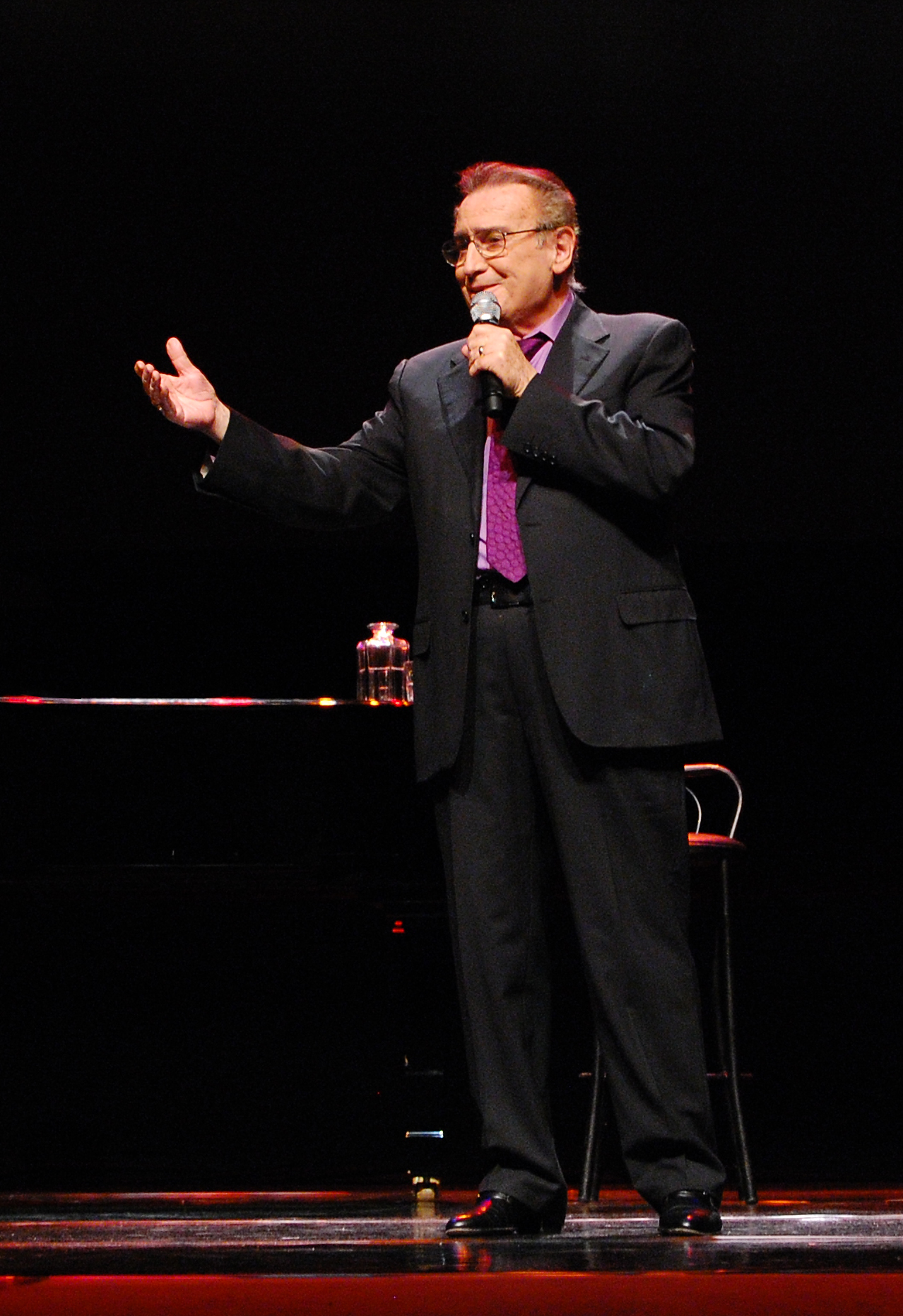
Manolo Escobar en scène.

- Cinco farolas (Ochaíta, Valerio et Juan Solano Pedrero) par Juanita Reina - 1960 (autres versions : Rocío Jurado, Concha Márquez Piquer, Carmen Flores, Laura Gallego)[25].
- El Porompompero (Ochaíta, Valerio et Juan Solano Pedrero) para El Príncipe Gitano et modifiée par Manolo Escobar - 1960 (autres versions : Sara Montiel, Marisol).
- Ni se compra (Monreal) par Manolo Escobar - 1960 (autres versions : Billo's Caracas Boys, Carlos Vargas).
- Nardo con bata de cola (G. Baldrich, Rafael Jaén) par Imperio de Triana.
- Mi Salamanca (Sálazar, Gómez y Pitto) par Rafael Farina - 1962 (autres versions : Alejandra Rodríguez, Álvaro Vizcaíno).
- Cuchillito de agonía (Ochaíto, Valerio et Juan Solano Pedrero) par Marifé de Triana - 1964 (autres versions : Erika Leiva, Miriam Domínguez, Joana Jiménez, Anaraida Sánchez, Cintia Merino, Triana Muñoz).
- Tengo miedo (León y Solano) par El Príncipe Gitano et modifiée par Rocío Jurado - 1964 (autres versions : Lola Flores, Rocío Jurado, Marifé de Triana, Juana Reina, Isabel Pantoja, Patricia del Río, Laura Gallego, Ana Martínez)
- Cariño trianero (Augusto Algueró, Antonio Guijarro) par Carmen Sevilla, 1966 (autres versions : Conchita Bautista, Rosa Marín, Dolores Abril).
- Mi amigo (Rafael de León et Juan Solano Pedrero) par Rocío Dúrcal - 1967 (autres versions : Rocío Jurado, Isabel Pantoja, Manuel Lombo, Rosa Marín, Miriam Domínguez, Paco Quintana, Anaraida Sánchez, Jonathan Santiago, Cintia Merino, María Espinosa, Carmen Ramos).
- A tu vera (Rafael de León et Juan Solano Pedrero) par Lola Flores - 1964 (autres versions : Manolo Escobar, Falete, Lolita, Malú)
- Viva Almería (Almagro y Villacañas) par Manolo Escobar - 1968
- Maruja Limón (Antonio Quintero (es), Rafael de León et Manuel Quiroga) par Gracia Montes - 1968 (autres versions : Los Marismeños, Manolo Escobar)
- Mi carro (Alejandro Cintas et Rafael Jaén) par Manolo Escobar - 1969 (autres versions : Emilio El Moro)[26]

### Années 1970
- El clavel (Rafael de León, Segura et Juan Solano Pedrero) par Rocío Jurado - 1970 (autres versions : Isabel Pantoja, Sandra Arco, Patricia del Río).
- La minifalda - antérieurement A mi novio no le gusta (José Espinosa, Felipe Campuzano et José Ruiz Venegas) par Perlita de Huelva et modifiée par Manolo Escobar - 1971
- Eviva España (Caerts, Rozenstraten) par Samantha et modifiée par Manolo Escobar - 1973 (autres versions : Imca Marina, Hanna Aroni, Gro Anita Schønn, Georgette Plana, Elisabeth Edberg, Marion Rung, Sylvia Vrethammar, Melhem Barakat, Kovács Kati).
- Poema de mi Soledad ({Rafael de León et Juan Solano Pedrero) par Gracia Montes -1973 (autres versions : Rosa Marín, Verónica Rojas, Rosa Marías Lujan, Selina del Río, Jonathan Santiago).
- De Andalucía yo soy (Padilla, Lapardi et Rodó Sellés) par Perlita de Huelva - 1972
- Háblame del mar marinero (Rafael Alberti et Manuel Alejandro) par Marisol - 1976 (autres versions : Isabel Pantoja, Manolo Escobar, María José Santiago, Raphael, Pastora Soler)

### Années 1980

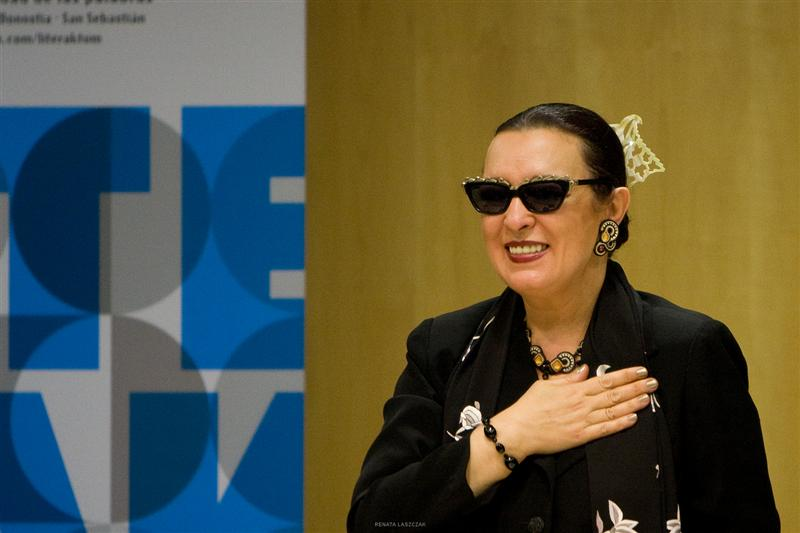
Martirio.

- Señora (Manuel Alejandro et Ana Magdalena) par Rocío Jurado - 1980
- Aquella Carmen (Rafael de León et Juan Solano Pedrero[27]) par Isabel Pantoja - 1981 (autres versions : Mila Balsera, Rocío Guerra, Álvaro Díaz).
- Como una ola (Pablo Herrero et José Luís Armenteros) - par Rocío Jurado - 1982 (autres versions : Roko, Juan Bau
- Lo saben (Rafael de León et Juan Solano Pedrero) par María Vidal - 1982
- Marinero de luces (José Luís Perales) par Isabel Pantoja - 1985 (autres versions : Jean Carlos, Francisco Pesqueira)
- Procuro olvidarte (Manuel Alejandro et Ana Magdalena) Hernaldo Zúñiga (en) - 1985 (autres versions : Bambino, María Dolores Pradera, Falete, Eva Amaral, José Manuel Soto, Mayte Martín, José Vélez)
- Estoy mala (Antonio Quintero (es), Rafael de León et Manuel Quiroga) par Martirio - 1986
- María la Portuguesa (Carlos Cano) par Carlos Cano - 1987 (autres versions : María Dolores Pradera, Martirio, Las Migas, Pasión Vega, Joaquín Sabina, El canto del loco, Enrique Urquijo, María Toledo, Sabandeños)
- Habaneras de Cádiz (Antonio Burgos (es) et Carlos Cano) par Carlos Cano - 1986 (autres versions : Juan Carlos Mata, Ana Pilar Corral, María Dolores Pradera, Pasión Vega)[28],[29].
- Pastora Imperio (Rafael de León et Juan Solano Pedrero) par Rocío Jurado - 1988 (autres versions : Sandra Arco, Patricia del Río, Eríka Leiva).
- Se me enamora el alma (José Luís Perales) par Isabel Pantoja - 1989 (autres versions : Amigos de Gines, Rocío Guerra, Laura María Larrea)
- Punto de partida (Juan Pardo) par Rocío Jurado - 1989 (autres versions : Mónica Naranjo, Anabel Dueñas)

### Années 1990
- La copla en mi voz (Francisco de Juan et Manuel Marvizón) par Patricia Vela - 1993 (autres versions : Erika Leiva, Jonás Campos, Jonathan Santiago, Ana Martínez)
- Nací en Sevilla (Jose Luis Perales) par Isabel Pantoja - 1991
- Caballo de Rejoneo (de Manuel Alejandro) par Isabel Pantoja - 1993

## Discographie
(avril 2024).
- 2011 : Eríka Leiva - Grande my Grande
- 2011 : Se llama Copla Concierto Málaga (CD + DVD)
- 2010 : Antonio Cortes - lo que a mi me esta pasando (CD)
- 2010 : Miguel Poveda - Coplas del Querer
- 2009 : Lo mejor de Se llama Copla (2CD)
- 2009 : Joana Jimenez - Salvaora (CD)
- 2009 : Manolo Escobar - 50 años cantando (3CD)
- 2008 : Diana Navarro - Camino Verde
- 2008 : Pasión Vega - Pura pasión
- 2007 : Diana Navarro - 24 Rosas
- 2006 : Rocío Jurado - Rocío Siempre
- 2006 : Concha Buika - Mi niña Lola
- 2005 : Isabel Pantoja - Sínfonia de la Copla
- 2002 : Gracia Montes - A ti madre
- 2001 : Marifé de Triana - Porqué
- 2000 : Pasión Vega - Corona de Perlas
- 1999 : Isabel Pantoja - A tu vera
- 1999 : Gracia Montes - Mis mejores Canciones
- 1994 : Pastora Soler - Nuestras Coplas
- 1994 : Homenaje a Juanito Valderrama (Various)
- 1994 : Juanito Valderrama - Grandes Éxitos
- 1991 : Rocío Jurado - Sevilla
- 1990 : Isabel Pantoja - La Canción Española
- 1990 : Carlos Cano - en directo
- 1990 : Marifé de Triana - Canta mi corazón
- 1990 : Lola Flores - Para siempre Lola
- 1988 : Isabel Pantoja - Al alimón!
- 1988 : Rocío Jurado - A Rafael de León
- 1987 : Carlos Cano - Quédate con la Copla
- 1985 : Isabel Pantoja - Marinero de Luces
- 1983 : Manolo Escobar - Coraje
- 1982 : Lola Flores - Mi mundial 82
- 1981 : Rocío Jurado - Canciones de España
- 1976 : Marifé de Triana - Ay Sevilla
- 1976 : Isabel Pantoja - Niña Isabel
- 1975 : Rocío Jurado - Rocío
- 1973 : Manolo Escobar - Grandes Èxitos
- 1968 : Juanito Valderrama - El padre coplillas
- 1967 : Lola Flores - Lola recita a Rafael de León
- 1964 : Manolo Escobar - Espigas y Amapolas
- 1961 : Rafael Farina - Mi perro amigo
- 1960 : Juanito Valderrama - El emigrante
- 1960 : Lola Flores - Juerga flamenca
- 1957 : Miguel de Molina - Triniá
- 1956 : Paquita Rico - Romance de la Reina Mercedes
- 1956 : Juanito Valderrama - El rey de la Carretera
- 1956 : Marifé de Triana - Canta
- 1956 : Estrella de Palma - Campanera
- 1952 : Juana Reina Castrillo - Capote de grana y oro
- 1951 : Antonio Molina - El macetero
- 1948 : Juana Reina Castrillo - Francisco Alegre
- 1947 : Juana Reina Castrillo - la lola se va a los puertos
- 1946 : Lola Flores - la Zarzamora
- 1946 : Lola Flores - Salero
- 1946 : Manolo Caracol - La Salvaora
- 1943 : Lola Flores - El lerele
- 1941 : Concha Piquer - Tatuaje
- 1939 : Estrellita Castro - Mi Jaca
- 1936 : Carmen Amaya - Maria de la O.